# Rick Pitino
Rick Pitino (Nueva York, 18 de septiembre de 1952) es un entrenador de baloncesto estadounidense actualmente a cargo de la universidad de St. John's.

## Carrera
Ha entrenado a varias universidades y a dos equipos de la NBA, los New York Knicks y los Boston Celtics. 
Es el único entrenador en llevar a tres universidades diferentes (Providence, Kentucky y Louisville) a la Final Four de la NCAA.
En Louisville estuvo 16 temporadas, desde 2001 a 2017. Donde ganó un campeonato en 2013 y fue despedido tras un escándalo sexual en septiembre de 2017.
Luego, en 2015, ha dirigido a la Selección de baloncesto de Puerto Rico, y desde 2018 a 2020 al Panathinaikos BC.
En noviembre de 2019 asumió el cargo como seleccionador de Grecia hasta julio de 2021 tras el Torneo Preolímpico FIBA 2020.
El 14 de marzo de 2020 también a los Gaels del Iona College, tras la baja por enfermedad de Tim Cluess.
El 20 de marzo de 2023, es nombrado entrenador jefe de los Red Storm de la universidad de St. John's, reemplazando a Mike Anderson que fue despedido tras cuatro años en el cargo.

## Trayectoria en la NBA
| Equipo          | Año     | PJ  | G   | P   | %G–P | Resultado          | PJP | GP | PP | Resultado                       |
| --------------- | ------- | --- | --- | --- | ---- | ------------------ | --- | -- | -- | ------------------------------- |
| New York Knicks | 1987–88 | 82  | 38  | 44  | .463 | 2º en D. Atlántico | 4   | 1  | 3  | Pierde en 1ª ronda              |
| New York Knicks | 1988–89 | 82  | 52  | 30  | .634 | 1º en D. Atlántico | 9   | 5  | 4  | Pierde en semif. de Conferencia |
| New York Knicks |         | 164 | 90  | 74  | .549 |                    | 13  | 6  | 7  |                                 |
| Boston Celtics  | 1997–98 | 82  | 36  | 46  | .439 | 6º en D. Atlántico | 0   | 0  | 0  |                                 |
| Boston Celtics  | 1998–99 | 50  | 19  | 31  | .371 | 5º en D. Atlántico | 0   | 0  | 0  |                                 |
| Boston Celtics  | 1999–00 | 82  | 35  | 47  | .471 | 5º en D. Atlántico | 0   | 0  | 0  |                                 |
| Boston Celtics  | 2000–01 | 34  | 12  | 22  | .371 | 5º en D. Atlántico | 0   | 0  | 0  |                                 |
| Boston Celtics  |         | 248 | 102 | 146 | .436 |                    | 0   | 0  | 0  |                                 |
| Total           |         | 412 | 192 | 220 | .466 |                    | 13  | 6  | 7  |                                 |